# La Banda Azul (EP)
La Banda Azul es el primer EP del grupo musical de rock alternativo y rock pop peruano La Banda Azul. Fue lanzado por la disquera EMI Music en 1986 producido por Manuel Garrido-Lecca y Wicho García. El álbum muestra las cosas que se vivían en el Perú en la época de los 80.
Las grabaciones comenzaron en 1986 interpretado por diferentes voces.

## Recepción
La banda tuvo que hacer este álbum con mucha prisa.

## Listado de canciones
Todas las canciones escritas y compuestas por LA Banda Azul. 
| La Banda Azul |                             |          |  |
| N.º           | Título                      | Duración |  |
| 1.            | «Yo lo vi, pero no sé nada» | 3:41     |  |
| 2.            | «Señora Burocracia»         | 4:06     |  |
| 3.            | «El acuerdo nacional»       | 4:39     |  |
| 4.            | «Me da igual»               | 3:58     |  |

## Personal
- Luis "Wicho" García - voz
- Nina Mutal - voz
- Percy Bobadilla - voz
- Miguel "Coyote" Denegri - guitarra
- Edgar Cuentas - bajo
- Augusto Castro - batería